# Ulla Tessin
Ulrika (Ulla) Lovisa Tessin, född Sparre af Sundby den 23 maj 1711 i Stockholm, död den 14 december 1768, var en svensk överhovmästarinna, brevskrivare, amatörkonstnär och grevinna.

## Biografi
Ulla Tessin var dotter till riksrådet och fältmarskalken greve Erik Sparre af Sundby och Christina (Stina) Beata Lillie. Hon ska ha fått en ovanligt hög bildning för sitt kön och undervisats i både moderna och klassiska språk. Hon kunde tala både franska, tyska och italienska.  
Hon förlovades 1725 och gifte sig 27 augusti 1727 med greve Carl Gustaf Tessin. På grund av att hennes förmögenhet så vida översteg makens, tvingades han enligt 1644 års stadga ge henne både Tessinska palatset och Boo sätesgård som morgongåva. Paret fick inga barn. 
Paret Tessin var kända för sitt intresse för teater och medverkade i den vurm för amatörteater som väckte intresse för grundandet av den första svenska teatern. Den 1 februari 1732 uppfördes den franska pjäsen Dom Japhlet d'Arménie av Paul Scarron på Bollhusteatern av en adlig amatörtrupp ledd av paret Tessin och hennes man, som själva medverkade som aktörer. Såvitt känt var dock detta tillfälliga tillställningar och inget teatersällskap i stil med Greve De la Gardies komedianter. Så sent som 1741 var Ulla Tessin känd för att arrangera amatörteaterföreställningar. 
Tessin åtföljde maken på hans beskickningsresor till Wien 1735–36, Köpenhamn och Paris 1739–41 och till Berlin 1744. Hon beskrivs som konstnärlig och socialt skicklig, beundrades för sin karaktär och skapade lätt värdefulla kontaktnät under makens diplomatiska uppdrag utomlands. Hon gjorde succé i Frankrike, där hon blev en personlig vän till Frankrikes drottning Marie Leszczyńska och prinsessan Marie Sophie de Rohan, och medförde Manette Noverre hem till Sverige.  
Vid posteringen i Preussen ingick hon i det följe som eskorterade Sveriges nya kronprinsessa Lovisa Ulrika från Preussen till Sverige efter hennes bröllop. 
Tessin var Lovisa Ulrikas nära vän och gunstling under dennas tid som kronprinsessa, och blev då Lovisa Ulrika blev drottning 1751 utnämnd till överhovmästarinna. Hon var en av mottagarna av solfjädersorden. Efter att maken avskedades 1754 begärde Tessin avsked och lyckades skilja sig från platsen hos Lovisa Ulrika utan att råka i onåd. Hon kom dock så småningom i onåd även hon, och mottog ingen pension från hovet. 
Hon levde sedan med maken på Åkerö.
Ulla Tessin beskrivs som intelligent och bildad. Maken överlät hushållsekonomin på henne, hon intresserade sig också för historia och botanik och bedrev med makens stöd omfattande självstudier: vid sin död lämnade hon efter sig ett stort bibliotek. 
Hon uttryckte också viss frustration över den passiva roll kvinnan påtvingades av det faktum att samhället uteslöt henne från de flesta verksamhetsområden: "Ha icke männen sin ära, sina värjor, sina domarmantlar, sin politik, sitt lantbruk etc? Jag måste erkänna att det bär mig emot att se något sådant som franska akademien, fulltaligt samlad. Det är en verklig usurpation, den borde vara sammansatt endast av kvinnor; men de nedriga männen usurpera allting, det förvånar mig att de lämna oss sländan och synålen kvar. Nå, vi måste föreställa oss, till dess vår tur kommer att stifta lagar. Då få vi tillfälle att låta dem pröva på vad som menas med den starkares rätt." 

## Eftermäle
Brev skrivna av Ulla Tessin till Lovisa Ulrika finns bevarade i Riksarkivet, och brevsamlingar till make och släkt i Ericsbergs, Bergshammars och Börstorps arkiv. 

## Bilder

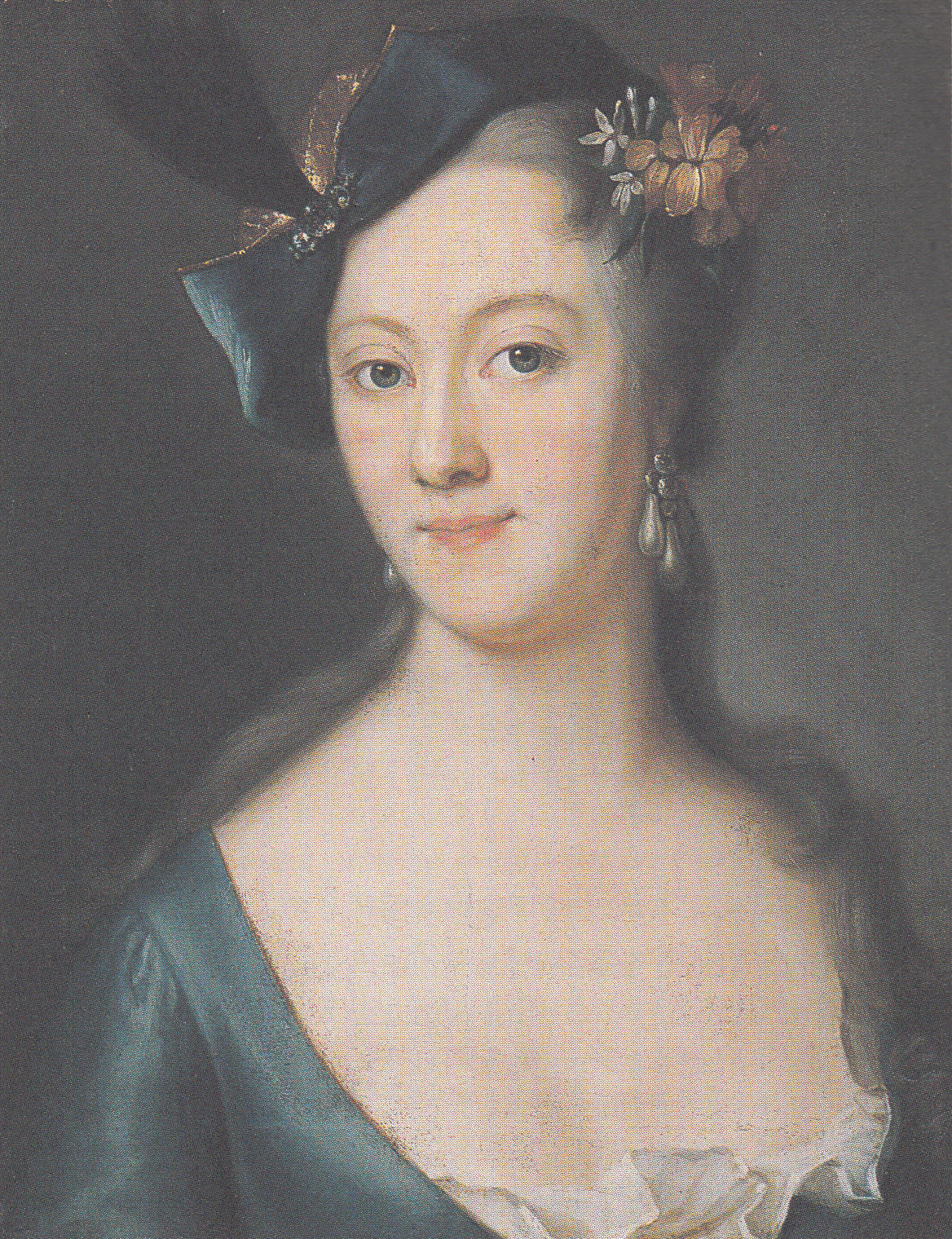
Grevinnan Ulla Tessin (1736), maka till greve Carl Gustaf Tessin.Porträtt av Andreas Möller
Ulrika Lovisa Tessin. Porträtt av Gustaf Lundberg
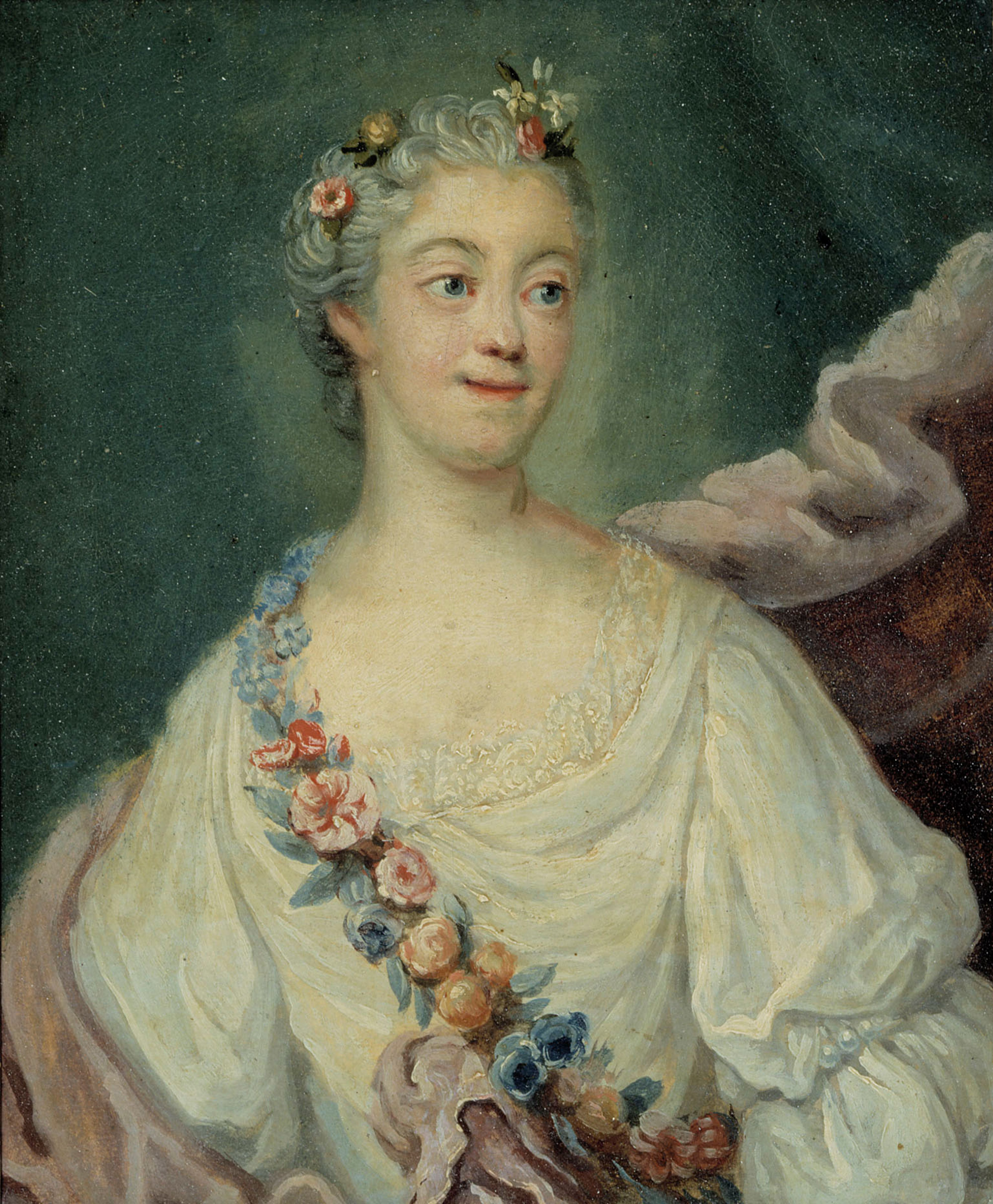
Ulrika Lovisa Tessin. Porträtt målat av Johan Joachim Streng. Ateneum. Konstmuseet Sinebrychoff, Helsingfors.
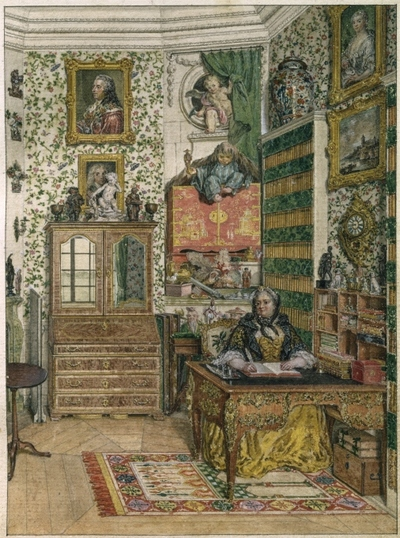
Grevinnan Ulla Tessin i sitt kabinett på Åkerö slott, akvarell från 1762 av konstnären och dekoratören Olof Fridsberg. Nationalmuseum, Stockholm.